# Посёлок Льнозавода (Рославльский район)
Льнозавода — посёлок в Рославльском районе Смоленской области России. Входит в состав Кирилловского сельского поселения. Население — 362 жителя (2007 год).
Расположен в южной части области в 1 км к северу от Рославля, в 1 км севернее автодороги А101 Москва — Варшава («Старая Польская» или «Варшавка»), на берегу реки Остёр. В 2 км юго-восточнее посёлка расположена железнодорожная станция Рославль-1 на линии Смоленск — Брянск.

## История
В годы Великой Отечественной войны посёлок был оккупирован гитлеровскими войсками в августе 1941 года, освобождён в сентябре 1943 года.